# Neoclosterus argodi
Neoclosterus argodi är en skalbaggsart som först beskrevs av Belon 1913.  Neoclosterus argodi ingår i släktet Neoclosterus och familjen långhorningar.
Artens utbredningsområde är:
- Gabon.
- Ghana.

Inga underarter finns listade i Catalogue of Life.